# 筆名
筆名是有些作家發表文章時，基於某種理由不以真實姓名發表而採用的化名。

## 使用筆名的原因
各個作家都有不同使用筆名的原因。可能包含但不限於：
- 自謙，例如三毛；
- 嫌自己的本名不夠響亮或（對男性）太柔弱，例如琦君、月巴氏；
- 隱藏自己真正的身份，例如歐·亨利；
- 本名與作品風格不相符，例如尼子騷兵衛、阿寬；
- 向文學大師致敬，例如江戶川亂步；
- 在不同風格作品的發表上使用不同的筆名加以區別，例如樹林伸；
- 為了吸引讀者注意或促進銷售量，例如荒川弘；
- 與他人共同創作時取一筆名當代表，例如藤子不二雄、亞樹直；
- 政治因素，例如劉中興、王師凱。

## 筆名的來源
某些有取筆名動機的作家，尤其認為本名庸俗者，通常會刻意取些與風花雪月有關、看起來雅緻秀逸的筆名，在網路上甚至有些能夠自動產生姓名的程式。
但也有些作家的筆名是大有來頭的，像是已故台灣作家劉俠以「杏林子」為筆名其因有二，其一為紀念其出生地陝西省扶風縣杏林鎮、其二為自幼長年處於類風濕性關節炎的病痛下，感念醫療人員之細心照護（醫界又稱「杏林」）。
也有作家的筆名是引經據典而取的，像是已故台灣小說家陳喆筆名瓊瑤兩字，即取《詩經》中「投我以木桃，報之以瓊瑤」末兩字而成。另外，已故武俠小說大師查良鏞的筆名是個字謎，是將其姓名末字拆解為「金庸」兩字而作為筆名的。

## 參閱
- 姓名
- 藝名